# Gregorio Zabalza Olaso
Gregorio Zabalza Olaso (Arizkun, Baztan, 1829 - ?) fou un polític navarrès, diputat a Corts i governador civil de Barcelona durant la restauració borbònica.
A les eleccions generals espanyoles de 1869 es va presentar com a part d'una candidatura liberal-foralista monàrquica pel districte de Pamplona-Aoiz, però no fou escollit. Més sort va tenir a les eleccions generals espanyoles de 1871, en les que fou elegit diputat pel districte de Baztan com a membre del Partit Liberal.
Fou escollit novament diputat a les eleccions generals espanyoles de 1881 pel districte de Pamplona. Durant el seu mandat va tractar sobre el ferrocarril entre Tarassona i Tudela. En 1883 va deixar l'escó quan fou nomenat governador civil de Barcelona. En 1886 fou nomenat governador civil de Cadis, càrrec del que va dimitir el juliol de 1887.